# NGC 3905
NGC 3905 (другие обозначения — MCG -1-30-35, IRAS11465-0927, PGC 36909) — галактика в созвездии Чаша.
Этот объект входит в число перечисленных в оригинальной редакции «Нового общего каталога».
В галактике вспыхнула сверхновая SN 2014V типа II, её пиковая видимая звездная величина составила 18,4.
В галактике вспыхнула сверхновая SN 2009ds типа Ia, её пиковая видимая звездная величина составила 16,8.
В галактике вспыхнула сверхновая SN 2001E типа Ia, её пиковая видимая звездная величина составила 17,6.